# Solvytchegodsk
Solvytchegodsk (en russe : Сольвычегодск, littéralement « Sel sur la rivière Vytchegda ») est une ville du raïon de Kotlas dans l'oblast d'Arkhangelsk, en Russie. Sa population s'élevait à 1 949 habitants en 2019.

## Géographie
Solvytchegodsk est située dans le sud-est de l'oblast d'Arkhangelsk, un sujet de Russie européenne qui fait partie du district fédéral du Nord-Ouest. La localité est le chef-lieu de l'établissement urbain de Tchekouïevo, une municipalité, dans le raïon de Koltas, un des raïons de l'oblast, avec la ville de Kotlas comme centre administratif.
Solvytchegodsk, comme tout l'oblast d'Arkhangelsk, est située dans le fuseau horaire MSK (heure de Moscou). Le décalage horaire appliqué par rapport au temps universel coordonné est +03:00. La ville est à 25 km au nord-est de Kotlas et à 484 km au sud-est d'Arkhangelsk.
La ville est située sur la rive droite (donc nord) de la rivière Vytchegda, non-loin de sa confluence dans la Dvina septentrionale. 

## Histoire

### Petit village
La colonisation russe de la région remonte aux XIVe siècle avec l'apaprition des premiers villages. Ces explorateurs et marchands, soutenus par Novgorod, ont reconnu l'emplacement stratégique de deux routes aquatiques importantes, une vers la mer Blanche et l'autre vers l'Oural. Solvytchegodsk a ainsi été fondée au XIVe siècle sur les rives du lac Solyanoïe. La ville a été appelée Oussolsk au XVe siècle. 

### Essor sous les Stroganov
La famille Stroganov est arrivé au milieu du XVIe siècle, et peu après la ville s'agrandit. La famille y possédait ses propres salines, la richesse de la ville, le sel étant à cette époque une marchandise chère. Les Stroganovs créèrent dans cette partie du Nord russe un monopole du sel au cours du XVIe siècle qui amena une richesse colossale.
Les Stroganovs dépensèrent leur richesse dans les arts et les artisanats au cours des XVIe et XVIIe siècles. La ville avait un commerce et un artisanat très actifs et était le centre culturel du Nord de la Russie. Elle était particulièrement célèbre pour le travail de l'émail, et par le style Stroganov, consistants en des musiques, des peintures d'icônes, des architecture et ses arts appliqués, style se retrouvant aussi dans les autres domaines des Stroganov à Nijni Novgorod ou à Perm.

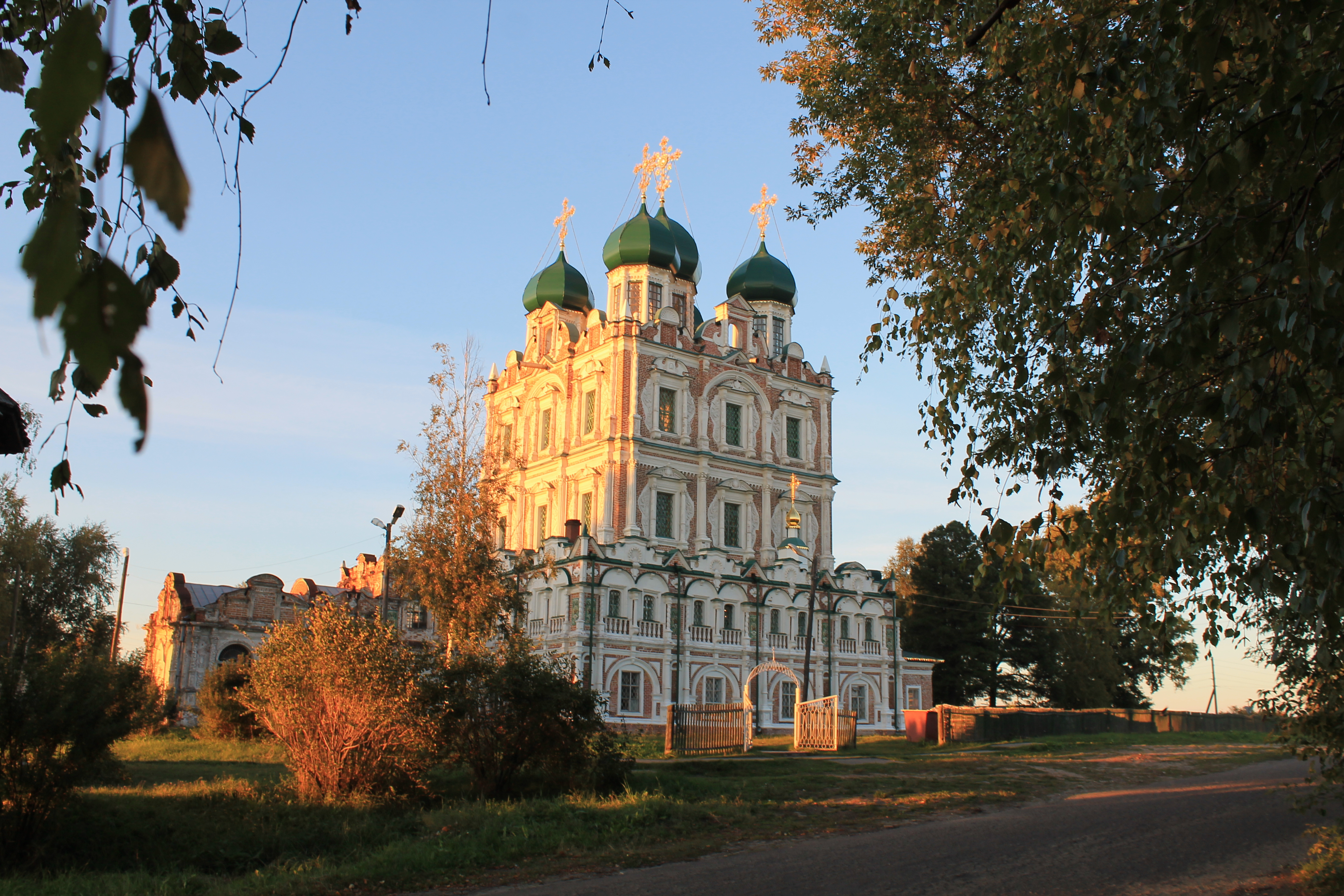
Monastère de la Présentation de Marie au Temple (Solvytchegodsk)
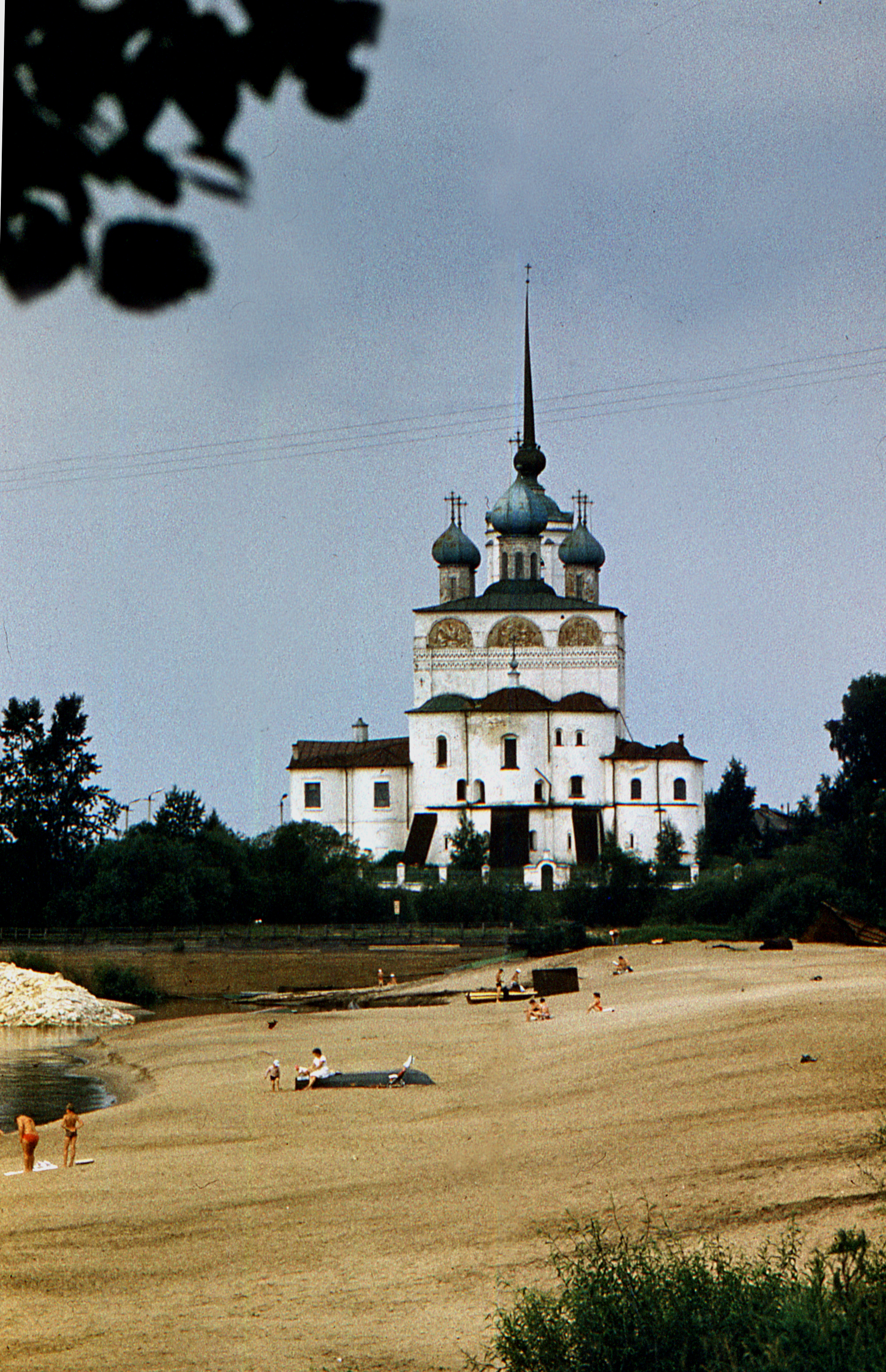
Cathédrale de l'Annonciation, l'abside

En 1796, la ville passa sous la juridiction du gouvernement de Vologda. Elle fut également un lieu d'exil politique. 

### Période soviétique
En 1937, Solvychegodsk fut rattachée à l'oblast d'Arkhangelsk.

## Patrimoine
- La Famille Strogonov de vieille souche aristocratique russe et très riche possédait un manoir dans la ville.
- Le Monastère de la Présentation de Marie au Temple (Solvytchegodsk) situé dans la ville est un des premiers exemples de baroque Stroganov. Le début de sa construction remonte à 1565.
- La Cathédrale de l'Annonciation date également du XVIe siècle à l'origine.
- La ville possède des établissements thermaux où sont employées des sources minérales et des boues du lac Solyanoïe.

## Population
Recensements (*) ou estimations de la population
| 1856  | 1897* | 1926* | 1939* | 1959* | 1970* |
| ----- | ----- | ----- | ----- | ----- | ----- |
| 1 300 | 1 788 | 2 129 | 3 000 | 3 545 | 3 851 |

| 1979* | 1989* | 2002* | 2010* | 2013  | 2014  |
| ----- | ----- | ----- | ----- | ----- | ----- |
| 4 094 | 4 004 | 2 843 | 2 460 | 2 350 | 2 261 |

| 2015  | 2016  | 2017  | 2018  | 2019  | 2020 |
| ----- | ----- | ----- | ----- | ----- | ---- |
| 2 217 | 2 148 | 2 098 | 2 032 | 1 949 | -    |